# 飛行第62戦隊
飛行第62戦隊（ひこうだいろくじゅうにせんたい、飛行第六十二戰隊、飛行第六二戰隊）は、大日本帝国陸軍の飛行戦隊の一つ。通称号は灘九九〇八部隊、軍隊符号は62F。

## 概要
飛行分科重爆撃機の戦隊として編制された。太平洋戦争（大東亜戦争）末期には特攻作戦を行っており、特攻専用機のさくら弾機も配備された。
歴代8名の戦隊長の内実に4名が戦死しているのは、全飛行戦隊中で最も多い記録である。特に有名なのは6代目新海希典少佐であり、新海戦隊長の時期に62戦隊は沖縄戦にも参加している。
- 飛行分科:重爆
- 編成時期:1941年（昭和16年）11月14日
- 編成地:帯広（北海道）
- 使用機種:九七式重爆撃機、一〇〇式重爆撃機「呑龍」、四式重爆撃機「飛龍」
- 終戦時の所在地:西筑波（茨城県）

### 歴代戦隊長
- 初代　波多野魁夫 大佐（陸士28期、1941年11月1日～、12月8日戦死）
- 2代　大西洋 中佐（陸士34期、1941年12月11日～）
- 3代　堀場一雄 大佐（陸士34期、1941年11月1日～）
- 4代　芳賀信政 中佐（陸士34期、1943年10月25日～、戦死）
- 5代　石橋輝志 少佐（陸士43期、1944年4月7日～）
- 6代　新海希典 少佐（航士50期、1945年2月24日～、3月19日戦死）
- 7代　沢登正三 少佐（陸士46期、1945年3月31日～、4月12日戦死）
- 8代　小野祐三郎 少佐（航士50期、1945年4月19日～）

## 関連文献
- 多田勝秋『飛行第62戦隊部隊概史』（1975年）
- 伊庭稜太郎『飛竜天ニ在リ』（青娥書房、1975年）
- 飛行第六十二戦隊第六十三飛行場大隊『七三部隊回想録』（七三会京都大会事務局、1980年）
- 淀川洋幸（編）『飛行部隊の日誌　鎮魂記』（1995年）
- 林えいだい『重爆特攻さくら弾機』（東方出版、2005年）